# زميل الجمعية الملكية للكيمياء
زميل الجمعية الملكية للكيمياء (FRSC) هو لقب تمنحه الجمعية الملكية للكيمياء في المملكة المتحدة.
إن الحصول على الزمالة في مهنة الكيمياء يشير إلى تمتع الشخص بمستوى عالٍ من الإنجاز في المجتمع باعتباره كيميائيًا محترفًا. تنطبق أهلية الحصول على الزمالة على المتقدمين الأعضاء في الجمعية الملكية للكيمياء، ممن يتمتعون بخمس سنوات خبرة مهنية في هذا المجال كحد أدنى. وبالإضافة إلى ذلك، يجب أن يكون لدى المتقدمين إسهام بارز في تقدم العلوم الكيميائية، أو في النهوض بالعلوم الكيميائية كمهنة، أو تميزوا في إدارة إحدى منظمات علوم الكيمياء.
في كافة الأحوال، تُطلب التوصيات الداعمة للحصول على زمالة الجمعية الملكية للكيمياء. ويخضع منح لقب زميل الجمعية الملكية للكيمياء للموافقة النهائية من لجنة الطلبات في الجمعية الملكية للكيمياء. بالإضافة إلى ما سبق، يتعين على جميع أعضاء الجمعية الملكية للكيمياء القبول بقواعد سلوك محددة ومجموعة ثابتة من أعلى معايير السلوك الأخلاقي والمهني والالتزام بها.
وتقوم الجمعية الملكية للكيمياء بشكل مستمر بوضع المؤهلات المهنية وتقييمها ومنح الألقاب والجوائز.